# Léopoldine Hummel
Pour les articles homonymes, voir Hummel.
Léopoldine Hummel, née le 28 mars 1985 à Strasbourg, est une compositrice, interprète, musicienne et comédienne française.
En 2015 elle forme le trio Lépoldine HH avec Charly Marty (aka Charly Chanteur) et Maxime Kerzanet (aka Michel Gilet).

## Biographie

### Formation et jeunesse
Originaire de Strasbourg, Léopoldine Hummel est la « fille du célèbre couple de musiciens et chanteurs Jean-Marie Hummel et Liselotte Hamm, ». Son père, Jean-Marie Hummel, né en mai 1950 à Strasbourg, est également comédien et musicien. « Il chante, joue de l'accordéon et du piano qu'il enseigne ». Sa mère, Liselotte Hamm, née en 1951 à Strasbourg elle aussi, est « choriste depuis l'âge de 8 ans, elle joue de la flûte à bec et de petites percussions ». Ensemble, ils fondent l'association La Manivelle, qui propose divers spectacles. « Tous deux chantent en français, en alsacien et en allemand. Leur art est fait de réalisme social, de dérision, le tout dans un esprit joyeusement iconoclaste ». En 1995, leur portrait dans le magazine musical Chorus les définissait ainsi : « Un couple d’artistes étonnants, dont éclectisme et l’expérience internationale vont de pair avec une joie de vivre assumée au quotidien, à la ville comme à la scène ».
Léopoldine Hummel, « a étudié le chant, le piano et la flûte traversière au conservatoire, suivi des études de musicologie, fréquenté une école de théâtre », comme le relate un article Télérama.

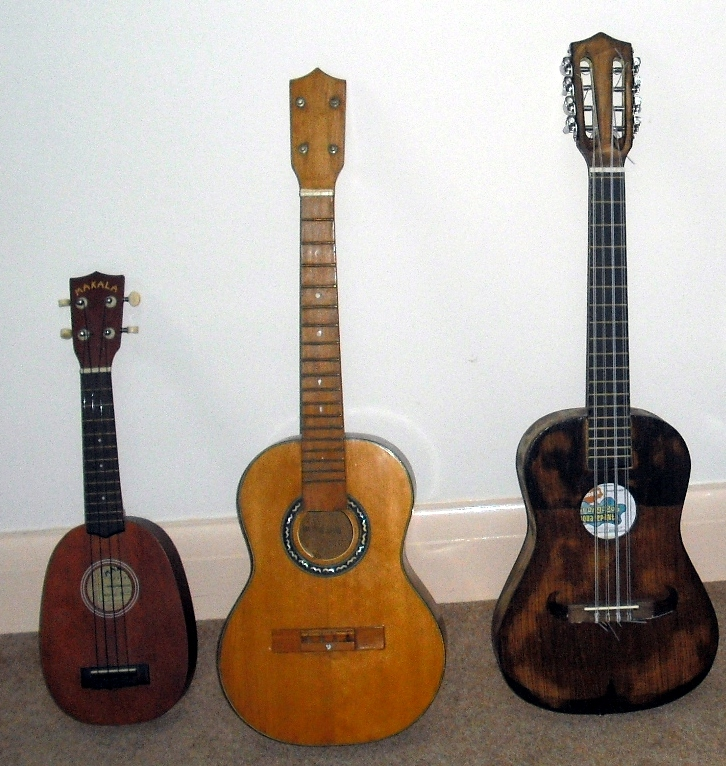
Trois catégories de ukulélés, l'un des instruments joués par Léopoldine Hummel.

Elle est « multi-instrumentiste, » et joue entre autres instruments : le piano, « l’accordéon, le ukulélé, la mini-harpe et le looping ».
Elle écrit à 25 ans un texte sur le roman Personne de Gwenaëlle Aubry qu'elle a particulièrement apprécié : « Personne c’est mon premier rapport intime à un livre ». Son texte est publié dans le recueil Poste restante en 2010. En 2016, elle choisira pour l'album  Blumen Im Topf un texte de la romancière, pour la chanson au même titre Personne.
En 2011, elle participe au festival de théâtre le Festival de caves, qui « investit les sous-sols d'une vingtaine de communes ». Elle est alors, selon le journal Le Monde qui la rencontre, une « comédienne fraîchement diplômée, qui s'essaie au spectacle musical, le temps de la manifestation ».
Elle est sélectionnée en 2013 pour l'émission de télé-crochet La Nouvelle Star, durant la Saison 10, de 2013-2014. Lors de son audition à Lyon, elle interprète Billie Jean de Michaël Jackson. Selon l'article de L'Express sur ces auditions : « Léopoldine, la femme-loufoque de cette saison, offre une reprise très spéciale de Billie Jean au piano qui plaît beaucoup au jury ». Elle poursuit le parcours des différentes épreuves éliminatoires des cent candidats sélectionnés, puis fait partie des 16 finalistes promus à participer aux « primes » en direct, pour leurs interprétations. Elle concourt durant trois « primes », et elle est éliminée en janvier 2014, à la neuvième place de la compétition.
Elle sort un premier EP Le mini cédé de Léopoldine en 2014,. Selon le site Planète francophone, cet album « était en quelque sorte une « répétition générale », sans doute histoire de se roder, d’explorer avec audace des voix et des voies des plus éclatées ».

### Depuis ses 30 ans
En 2015, à 30 ans, elle forme le trio Lépoldine HH avec les chanteurs et musiciens Charly Marty (aka Charly Chanteur) et Maxime Kerzanet (aka Michel Gilet).
Leur premier album « très remarqué » Blumen Im Topf sort en 2016. « Pour ses “Fleurs en pot” – titre éponyme de l’album – Léopoldine a puisé dans ses souvenirs d’enfance ». Pour cet album, elle met en musique des textes de divers auteurs, dont « Roland Topor, du poète Olivier Cadiot, de la romancière Gwenaëlle Aubry et du dramaturge Gildas Milin. »
Selon le site Planète francophone : « C’est plutôt un album-concept forgé de paroles et de musiques, mais aussi de phrases échappées de pièces de théâtre, d’extraits de comptines alsaciennes, de déjantés bidouillages de sons, de bruits divers, de vagabondages vocaux jonglant entre plusieurs langues ».
L'album est doublement récompensé par le Prix Georges Moustaki en 2017 : le prix du Jury et le prix du public, et par plusieurs autres prix.
Elle crée avec Maxime Kerzanet en 2015 le spectacle musical On voudrait revivre, « hommage décalé à Gérard Manset » avec des reprises de ses chansons. Le spectacle est en tournée plusieurs années, et joué au festival Off d'Avignon 2019. Il est en tournée jusqu'en 2022.
En 2017, elle reprend pour un spectacle musical des chansons de Barbara. « L'acteur Vincent Dedienne sera à ses côtés pour l'occasion, les deux artistes se sont rencontrés à l'Ecole Nationale d'Art Dramatique de la Comédie de Saint-Etienne lorsqu'ils prenaient tous deux des cours de comédies ». Selon le site France info : « Loin de pasticher l'irremplaçable longue dame brune, l'artiste alsacienne et ses compères lui donnent de nouvelles couleurs ».
Le second album du groupe Léopoldine HH, Là, lumière particulière, sort en 2021. Selon la critique du journal Télérama : « Elle chante, Léopoldine. Avec une sacrée voix, dotée d’un tempérament de feu, au point d’être comparée, à ses débuts, à Brigitte Fontaine ou à Catherine Ringer. Vocalement, elle nous évoque pourtant plus la délicatesse de Barbara Carlotti ou la Québécoise Klô Pelgag, dont elle partage l’exubérance et le spleen ». Pour cet album, « elle a travaillé en collaboration avec Gildas Milin, en reprenant et réarrangeant les chansons de ce dernier ». Elle avait dans le précédent album interprété trois de ses textes.
Les deux albums de Léopoldine HH sont « coup de cœur » de l'Académie Charles-Cros, en 2017 et en 2021.
Léopoldine Hummel est en résidence artistique à l'Université de Strasbourg en 2021.
En 2023, dans l'album Chansons pour Lula de chansons de Serge Rezvani, elle interprète sept chansons, dont des duos aux côtés de Cali, ou, à nouveau, aux côtés de Vincent Dedienne ; selon la critique Télérama de l'album : « Le disque s’ouvre par un duo charmant, Vincent Dedienne et Léopoldine HH, Est-ce lui, est-ce moi ?, où s’exprime toute la complicité fusionnelle de cette passion amoureuse ».

## Discographie
- 2014 : Le mini cédé de Léopoldine, par Léopoldine Hummel

1. Ces années (Mon camarade) (texte : Gilles Granouillet)
2. Je suis née toute nue (C'est l'amour qui m'a faite)
3. L'ourse (texte : Florent Gouëlou)

- 2016 : Blumen Im Topf, par Léopoldine HH

1. Ich mach ein Lied (texte : Eva Strittmatter - musique : Léopoldine HH)	2:17
2. Saison seule (texte : Gilles Granouillet - musique : Léopoldine HH)	4:12
3. Like a mansion (texte : Howard Barker - musique : Léopoldine HH)	4:26
4. Le garçon blessé (texte : Gildas Milin)	4:42
5. Ces années (texte : Gilles Granouillet - musique : Léopoldine HH) 3:21
6. Blumen im Topf (texte : Léopoldine HH/Charly Marty - musique : Léopoldine HH) 4:15
7. État d'être (texte : Gildas Milin - musique : Léopoldine HH)	3:18
8. Personne (texte : Gwenaëlle Aubry - musique : Léopoldine HH)	4:15
9. Zozo Lala	(texte : Roland Topor - musique : Michel Valmer) 5:57
10. Je suis dans l'air (texte : Olivier Cadiot - musique : Léopoldine HH)	4:26
11. Dans tes bras	(texte et musique : Gildas Milin) 4:22
12. Mama ich will a Ding	(chanson traditionnelle alsacienne) 3:09
13. Blumen Frischgemixt Van Landuyt (texte/musique : Léopoldine HH / Flavien Van Landuyt) + Magie-Blanche (texte : Koffi Kwahulé -  musique : Léopoldine HH)  10:57

- 2021 : Là, lumière particulière, par Léopoldine HH (Hé Ouais Mec Productions)

1. Rien Ne T'appartient
2. Psychotropique
3. Ce Que Tu Cherches
4. Le Bonheur
5. Ma Capacité
6. Respire
7. Non
8. Cosmic Kiss
9. Je T'Ai Vu
10. Où Vont Les Sons
11. Bonsoir Le Proton

### Participation
Elle interprète sept chansons, sur l'album de chansons de Serge Rezvani :
- Chansons pour Lula, Productions Jacques Canetti (distribution Because), 2023
  - Est-ce lui, est-ce moi ?, avec Vincent Dedienne
  - Pour une Marseillaise Amie, avec Cali
  - Nous vivions deux, avec Cali
  - Surtout ne demande pas ton chemin
  - Le lopin de paradis
  - Je déteste l'océan Suzanne
  - C’était du temps de Canetti, avec Serge Rezvani

## Représentations

### Théâtre
- Sens[29], pièce d'Anja Hilling ; traduction Silvia Berutti-Ronelt ;  mise en scène Jean-Claude Berutti et Yves Bombay. coproduction Comédie de Saint-Etienne et Thalia theater, Hambourg ; avec Vincent Dedienne, Léopoldine Hummel, Baptiste Relat, et al., 2007
- Poucet pour les grands[30],[31], texte et mise en scène Gilles Granouillet ; musiques Léopoldine Hummel ; coproduction Travelling Théâtre, Théâtre nouvelle génération et Opéra Théâtre de Saint-Étienne ; avec Heïdi Becker-Babel, Grégoire Blanchon, Léopoldine Hummel et al., 2012
- Un petit Godard : les idées sur l'art de Jean-Luc Godard'[32], conception et mise en scène Jean-Michel Potiron ; coproduction Théâtre à tout prix et Compagnie Mala noche ; avec Léopoldine Hummel, 2014
- Ladilom[33], texte et mise en scène Tünde Deak ; musique Léopoldine Hummel ; scénographie Marc Lainé ; son Teddy Degouys ; costumes Dominique Fournier ; production La Comédie de Valence ; avec Tünde Deak et Lépoldine Hummel, 2022

### Spectacle
- On voudrait revivre, 2015[16], en tournée durant plusieurs années, dont festival Off d’Avignon 2019[5],[20], et en tournée jusqu'en 2022[21]. Reprises de chansons de Gérard Manset, avec Maxime Kerzanet.

## Prix et distinctions
- Prix Georges Moustaki[18] (du Jury et du public[5]) 2017 pour Blumen Im Topf
- Prix Saravah 2018[18],[34], organisé par la société coopérative d’artistes La Manufacture Chanson
- Lauréate du Tremplin À nos chansons 2019[35], organisé par Initiatives-Chansons, parrainé cette année-là par Pierre Perret
- Coup de coeur de l'Académie Charles-Cros  2017[24] pour Blumen Im Topf
- Prix Talent d’Avenir de la Fond’action Alsace[18] 2017
- Coup de coeur de l'Académie Charles-Cros 2021[25] pour son album Là, lumière particulière